# Andrzej Mandalian

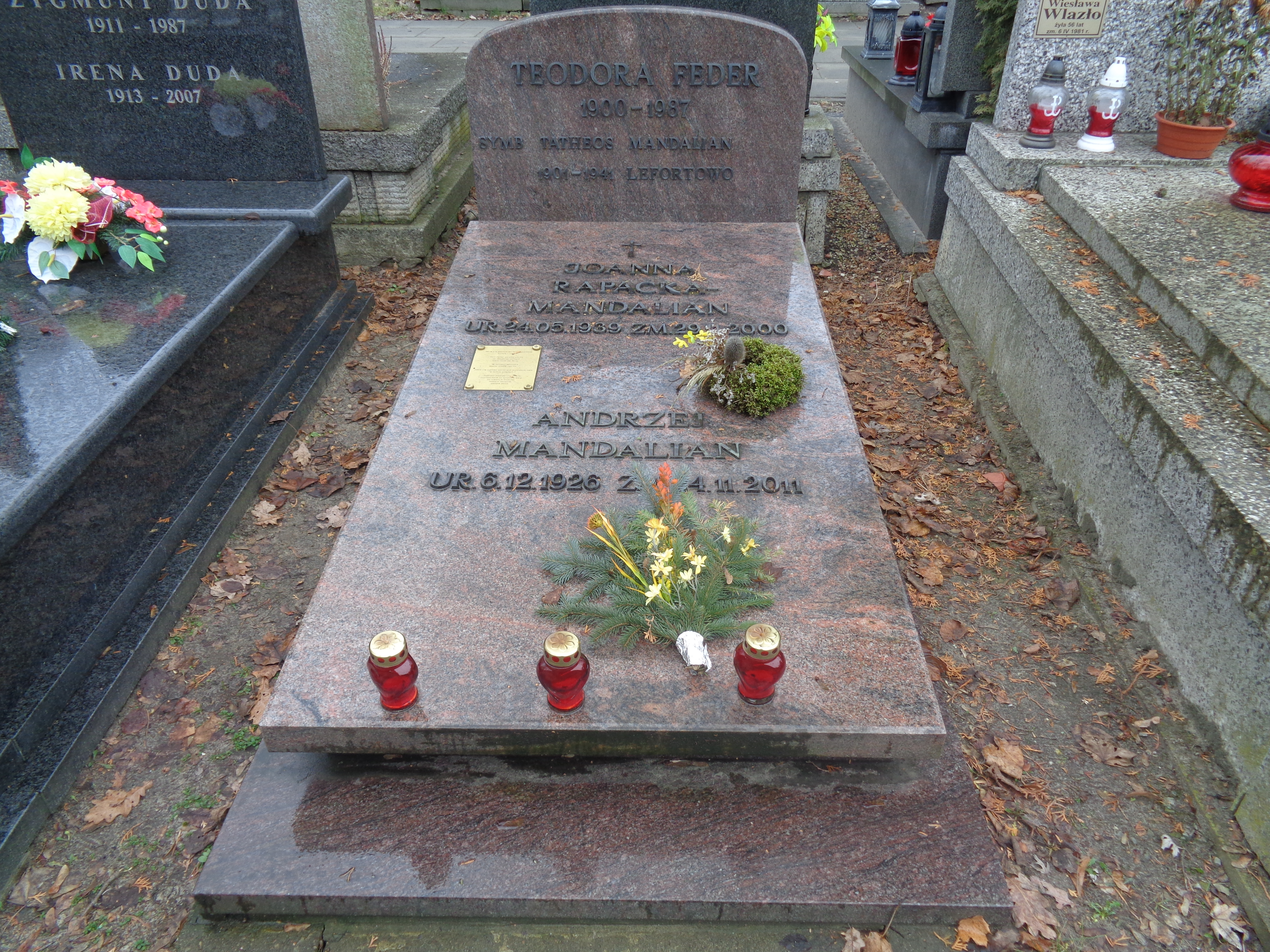
Grób Andrzeja Mandaliana na cmentarzu Wojskowym na Powązkach w Warszawie

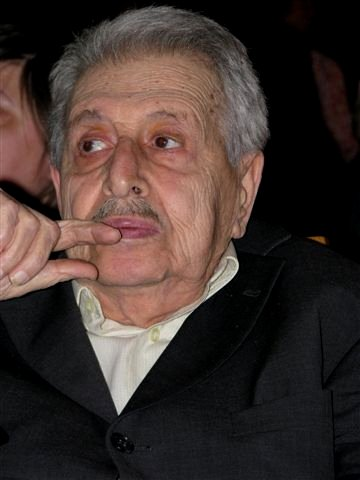
Andrzej Mandalian (2008)

Andrzej Mandalian, krypt. lit. X-666 (ur. 6 grudnia 1926 w Szanghaju, zm. 24 listopada 2011 w Warszawie) – polski poeta, scenarzysta filmowy, tłumacz literatury rosyjskiej, działacz PZPR, a następnie opozycji demokratycznej.

## Życiorys
Urodził się w rodzinie działaczy Kominternu, uczestników rewolucji w Chinach. Jego matką była Teodora Feder, a ojcem ormiański komunista Tatheos Mandalian. Podczas wielkiej czystki, po powrocie z wojny domowej w Hiszpanii, rodzice zostali aresztowani przez NKWD. Ojca rozstrzelano w 1941 w Lefortowie, a matka została zwolniona po 1945.
Andrzej Mandalian od 1927 przebywał z rodzicami na terenie ZSRR. Studiował w Akademii Medycznej w Moskwie. W 1947 repatriowany z matką do Polski. W 1951 ukończył studia medyczne w Akademii Medycznej w Warszawie. Debiutował jako poeta w 1950. W okresie stalinowskim był jednym z czołowych poetów socrealizmu, zaliczany do pokolenia Pryszczatych. Jego utwory m.in. Pieśń o walce klasowej należały do stałego repertuaru oficjalnych akademii i uroczystości. Członek egzekutywy POP PZPR przy Zarządzie Głównym Związku Literatów Polskich w 1953. W latach 1952–1953 oraz 1956–1959 pracował jako redaktor w tygodniku Nowa Kultura. W latach 70. związał się z opozycją demokratyczną. W 1976 roku podpisał protest przeciwko zmianom w konstytucji. 23 sierpnia 1980 dołączył do apelu 64 uczonych, pisarzy i publicystów do władz komunistycznych o podjęcie dialogu ze strajkującymi robotnikami. Publikował w wydawanym w drugim obiegu piśmie Zapis. W 1985 wydał w podziemnym wydawnictwie NOWA pod kryptonimem X-666 pisaną w czasie stanu wojennego powieść Operacja Kartagina. Pod koniec życia wiele utworów poświęcił żonie.
Tłumaczył z rosyjskiego m.in. poezje Mariny Cwietajewej, Osipa Mandelsztama, Bułata Okudżawy, Iosifa Brodskiego i Jewgienija Jewtuszenki, a także wspomnienia łagrowe Eugenii Ginzburg Stroma ściana. Natomiast z ormiańskiego m.in. klasyczne dzieła Arakela z Tebryzu i Grzegorza z Nareku.
Dwukrotnie nominowany do Nagrody Literackiej Nike: w 2004 za Strzęp całunu i w 2008 za Poemat odjazdu.
Był mężem Joanny Rapackiej (1939–2000) – slawistki, eseistki, profesora nauk filologicznych.
Zmarł w Warszawie, pochowany w grobie matki i żony na cmentarzu Wojskowym na Powązkach (kwatera B3-2-6).

## Twórczość
- Dzisiaj (poezje; Czytelnik 1951)
- Wiosna sześciolatki (wespół z Andrzejem Braunem i Wiktorem Woroszylskim; poezje; Książka i Wiedza 1951)
- Słowa  na co dzień (poezje; Czytelnik 1953, w nim wiersz Towarzyszom z Bezpieczeństwa heroizujący działalność Ministerstwa Bezpieczeństwa Publicznego)
- Płomienie (poemat; Wydawnictwo MON 1953, 1954)
- Czarny wiatr (poezje; Czytelnik 1957)
- Krajobraz z kometą (poezje; Czytelnik 1976)
- Egzorcyzmy (poezje; Czytelnik 1981, ISBN 83-07-00409-8)
- Na psa urok (opowiadania; Czytelnik 1985, ISBN 83-07-01166-3)
- Operacja Kartagina (II obieg; pod pseud.: X-666; powieść; Niezależna Oficyna Wydawnicza NOWA 1985)
- Czerwona orkiestra (opowiadania autobiograficzne; Niezależna Oficyna Wydawnicza NOWA 1993, ISBN 83-7054-062-7; Sic! 2009, ISBN 978-83-60457-72-6)
- Strzęp całunu (poezje; Czytelnik 2003, ISBN 83-07-02917-1)
- Poemat odjazdu (poezje; Sic! 2007, ISBN 978-83-60457-35-1)

## Tłumaczenia (wybór)
- Vasko Popa, Boczne niebo (Państwowy Instytut Wydawniczy 1975)
- Maryna Cwietajewa, Próba miłości (spektakl teatralny [TV]; wespół z Jerzym Litwiniukiem, Sewerynem Pollakiem, Włodzimierzem Słobodnikiem; Scenariusz: Witold Dąbrowski (wybór i układ wierszy oraz wstęp); Reżyseria: Joanna Wiśniewska; premiera: 7 lutego 1973 r.)
- Arakel z Tebryzu, Księga dziejów: kronika ormiańska (wespół z Witoldem Dąbrowskim; Państwowy Instytut Wydawniczy 1981, ISBN 83-06-00507-4)
- Grzegorz z Nareku, Księga śpiewów żałobliwych (przekład, wybór, wstęp i przypisy; Państwowy Instytut Wydawniczy 1990, ISBN 83-06-01723-4)
- Eugenia Ginzburg, Stroma ściana ([T. 1]; Czytelnik 1990, ISBN 83-07-02113-8)

## Prace redakcyjne i opracowania
- Egiše Čarenc, Poezje wybrane (wstęp Geworg Emin; Państwowy Instytut Wydawniczy 1962)
- Natalia Astafiewa, Wiersze (wybór;  Państwowy Instytut Wydawniczy 1966)
- Geworg Emin, Wiersze (wybór;  Państwowy Instytut Wydawniczy 1966)
- Jewgienij Jewtuszenko, Wiersze (wybór;  Państwowy Instytut Wydawniczy 1966, 1971)
- Stara poezja armeńska (antologia; wybór i wstęp; Państwowy Instytut Wydawniczy 1970)
- Bułat Okudżawa, Wiersze i ballady (wybór;  Państwowy Instytut Wydawniczy 1974)
- Awetik Isahakian, Wiersze (wybór i wstęp;  Państwowy Instytut Wydawniczy 1979, ISBN 83-06-00106-0; seria: „Biblioteka Poetów”)
- Witold Dąbrowski, Portret trumienny. Poezje z teki pośmiertnej (wybór; Czytelnik 1982)
- Witold Dąbrowski, Poezje wybrane (wybór i noty; Ludowa Spółdzielnia Wydawnicza 1983, ISBN 83-205-3584-0; seria: „Biblioteka Poetów”)
- Bułat Okudżawa, Pieśni, ballady, wiersze (wybór, posłowie i redakcja Andrzej Mandalian; Wydawnictwo Literackie 1996, ISBN 83-08-02643-5; 1999, ISBN 83-08-02859-4)
- Joanna Rapacka, Rzeczpospolita Dubrownicka (posłowie; Fundacja Pogranicze Sejny 2005, ISBN 83-08-02859-4)

## Filmografia
- 1963 – Przygoda noworoczna (Scenariusz, dialogi) – reż. Stanisław Wohl
- 1964 – Zakochani są między nami (Scenariusz) – reż. Jan Rutkiewicz
- 1972 – Dama pikowa (Scenariusz) – reż. Janusz Morgenstern, Jerzy Domaradzki
- 1976 – Zielone-minione... (Scenariusz; wespół z Gerardem Zalewskim) – reż. Gerard Zalewski
- 1983 – Adopcja (Scenariusz; wespół z Andrzejem Zajączkowskim) – reż. Grzegorz Warchoł, Jerzy Owczaczyk

## Ordery i odznaczenia
- Krzyż Kawalerski Orderu Odrodzenia Polski (11 lipca 1955)[8]
- Medal 10-lecia Polski Ludowej (19 stycznia 1955)[9]